# Pedro de Angulema
Pedro de Angulema (fallecido en julio de 1208 en Antioquía) fue patriarca latino de Antioquía.
Antes de ser elegido patriarca, fue obispo de Trípoli. Entre 1185 y 1192 ocupó el cargo de canciller del Reino de Jerusalén.
Después de la muerte del patriarca Raúl II en 1196, Pedro fue elegido su sucesor.
En 1201 murió el príncipe Bohemundo III de Antioquía. Dado que su hijo mayor, Raimundo, ya había muerto en 1199, surgió una disputa por la herencia entre el hijo menor de edad de Raimundo, Raimundo Rubén, y el hijo menor de Bohemundo, Bohemundo IV. Este último inicialmente tomó el poder en Antioquía, mientras que su sobrino encontró refugio con la familia de su madre en la corte real armenia.
Cuando Raimundo Rubén alcanzó la mayoría de edad, su tío, el rey León I de Armenia, instó al príncipe Bohemundo IV a renunciar al trono en favor de Raimundo Rubén, a lo que él se negó. Ahora el patriarca Pedro también hizo campaña por los derechos de Raimundo Rubén. Con la aprobación de Roma, excomulgó al príncipe Bohemundo IV y a la comuna de Antioquía, y ordenó que no se tocaran campanas en Antioquía, no se celebraran misas ni se enterrara a ningún muerto hasta que Bohemundo accediera a renunciar. Hacia fines de 1207, Pedro permitió que un ejército de armenios y barones antioqueños descontentos ingresaran a Antioquía, que conquistó la ciudad baja. Pero Bohemundo logró reunir sus tropas en la ciudadela y después de unos días expulsó a los invasores de la ciudad. Pedro, cuya participación en el incidente era clara, fue arrestado y encarcelado. Falleció de sed luego de beber únicamente el aceite de su candil en su celda en Antioquía.